# IC 3294
IC 3294 ist eine linsenförmige Galaxie vom Hubble-Typ S0? im Sternbild Haar der Berenike am Nordsternhimmel, die schätzungsweise eine 1058 Millionen Lichtjahre von der Milchstraße entfernt ist.
Das Objekt wurde am 23. März 1903 von dem deutschen Astronomen Max Wolf entdeckt.